# ناویوکی شیمیزو
ناویوکی شیمیزو (انگلیسی: Naoyuki Shimizu؛ زادهٔ ۲۴ نوامبر ۱۹۷۵) بازیکن بیس‌بال اهل ژاپن است.
وی در مسابقات کشوری و بین‌المللی در مجموع برندهٔ ۱ مدال طلا، ۱ مدال برنز شده‌است.